# Riley's First Date?
Riley's First Date? (bra: O Primeiro Encontro de Riley?; prt: O Primeiro Encontro da Riley?) é um curta-metragem de comédia romântica animada por computador da Pixar de 2015, dirigido por Josh Cooley. Ela estreou em 14 de agosto de 2015, na D23 Expo em Anaheim, Califórnia, e foi incluído na versão de 13 de outubro de 2015, Digital HD de Inside Out, bem como na versão de Blu-ray de 3 de novembro de 2015. O curta envolve os pais de Riley e suas emoções, suspeitando que Riley está saindo com um garoto chamado Jordan.

## Enredo
Riley, agora com 12 anos, está relaxando com os pais em casa quando um amigo da escola, um garoto chamado Jordan (visto brevemente no final de Inside Out), aparece para levá-la a andar de skate. Os pais de Riley suspeitam que sua filha esteja saindo em um encontro e suas emoções reagem. A mãe de Riley tenta extrair as informações dela, tentando parecer legal e usando termos de gíria, para grande desgosto de Riley (e de suas emoções).
O pai de Riley tenta intimidar e interrogar Jordan. Quando Jordan menciona que ele toca em uma banda, o pai de Riley lembra de suas próprias memórias de estar em uma banda, e os dois começam a se unir por seu amor compartilhado pelo AC/DC. Riley e sua mãe descem as escadas, vendo seu pai e Jordan tocando air guitar no "Back in Black" do AC/DC, causando constrangimento a Riley.
Riley rapidamente leva Jordan para fora da porta enquanto seus pais assistem, concluindo que Jordan é um "bom garoto" e se sente nostálgico com o próprio amor.
O curta termina com os pais de Riley compartilhando um beijo, fazendo com que o centro emocional do pai de Riley entre em erupção de emoção e comemore mais uma vez o "Back in Black" do AC / DC. Após os créditos, vemos novamente as coisas da cabeça da mãe de Riley, enquanto ela aprecia o beijo da música de "Take My Breath Away", de Berlin.
Ela interrompe o beijo depois de um momento, e o pai de Riley vai arrumar a mesa que ele derrubou.

## Dublagem
- Amy Poehler como Alegria
- Phyllis Smith como Tristeza
- Bill Hader como Medo e Alegria de Jordan
- Lewis Black como Raiva
- Mindy Kaling como Nojinho
- Kaitlyn Dias como Riley Andersen
- Diane Lane como Mãe de Riley
- Kyle MacLachlan como Pai de Riley
- Ben Cox como Jordan
- Sherry Lynn como Alegria de Mãe e Nojo de Mãe
- Lori Alan como Tristeza de Mãe
- Laraine Newman como Medo de Mãe
- Paula Pell como Raiva de Mãe
- Patrick Seitz como Alegria de Pai
- Josh Cooley como Tristeza de Pai
- Pete Docter como Raiva de Pai
- Carlos Alazraqui como Medo de Pai
- Flea como Medo de Jordan
- Mona Marshall como Nojo de Jordan
- Gregg Berger como Raiva de Jordan
- Keith Ferguson como Tristeza de Jordan e Nojo de Pai

## Produção
Se esse garoto aparecer e o pai não souber quem ele é, sua mente enlouquece. 'Quem é essa pessoa? O que eles estão fazendo aqui?' As vozes em sua cabeça já estão falando.

Josh Cooley, explicando como o curta surgiu 
Durante o ano final da produção de Inside Out, a Pixar se reuniu para discutir um curta baseado no filme. De acordo com Josh Cooley, "Nós nos divertimos tanto com o garoto no final do filme que eu queria colocá-los em uma situação e ver o que aconteceria lá. Tratei o Riley's First Date? como se você estivesse assistindo mais Inside Out".
Como a maioria da equipe da Pixar é formada por pais e filhas, e o editor do Inside Out, Kevin Nolting, declarou na reunião que "Espere até o primeiro filho aparecer", o enredo foi desenvolvido para como os pais de Riley reagiriam ao garoto, agora chamado Jordan.
Cooley começou com uma anedota pessoal, como a primeira vez que conheceu seu sogro: "ele estava um pouco impassível" até que Cooley disse que ele estava em uma banda, e ambos começaram a se conectar quando o sogro tocava bateria. A imaturidade emocional de Jordan foi interpretada por comédia e também em como "os meninos estão atrasados. Parecia certo tê-lo em recuperação, ter sua mente agindo como uma criança".
Riley's First Date? foi feito em cerca de dez meses, empregando os mesmos modelos de personagens e cenários do recurso, até o ponto em que a mesma foto é usada na cena em que a cabeça da mãe de Riley é visitada.
Enquanto exploravam várias opções de músicas, os produtores acabaram optando pelo AC/DC,
 que Cooley considerou uma banda que conectou gerações: "Eu fui ao show deles e havia uma menina de sete anos na minha frente e uma garota de oitenta anos atrás de mim ".